# Egodystonní sexuální orientace
Egodystonní (egodystonická) sexuální orientace je taková, kterou jedinec vnitřně nepřijímá, nepovažuje ji a její projevy za součást své identity, a vnitřně se od ní distancuje. To zpravidla znamená, že buď by si přál/a, aby jeho/její sexuální orientace byla jiná, nebo považuje svou orientaci za vadu či nemoc, jejíž projevy neprožívá jako projevy vlastní vůle, popřípadě si svou orientaci vůbec nepřiznává. Egodystonie sexuální orientace může jedinci působit psychické problémy, a proto je či byla od 80. let 20. století v některých nozologických klasifikacích uváděna jako porucha, buď obecně nebo jen v kombinaci s homosexualitou.

## Egodystonie sexuálních orientací v nozologických klasifikacích
V americkém klasifikačním manuálu DSM se ve 3. edici (DSM-III, vydaná 1980) objevila mezi poruchami samostatná diagnóza egodystonní homosexuality (po 7 letech, kdy homosexualita v klasifikaci nebyla obsažena vůbec), ve vydání DSM-III-R z roku 1987 již není samostatně uvedena ani homosexualita, ani egodystonie sexuální orientace. V DSM-IV-TR je obsažena kategorie „sexuální poruchy jinde nespecifikované“, která může zahrnovat „trvalé a výrazné utrpení související se sexuální orientací“, do níž tedy mohou některé problémy způsobené egodystonií spadat.
V Mezinárodní klasifikaci nemocí Světové zdravotnické organizace se objevila egodystonická sexuální orientace pod kódem F66.1 (ve skupině F66 „Psychické a behaviorální poruchy spojené se sexuálním vývojem a orientací“ vedle poruchy sexuálních vztahů a poruchy sexuálního vyzrávání) v desáté revizi (MKN–10), vydané roku 1992, současně s vypuštěním diagnózy homosexuality. Přestože se egodystonie častěji vyskytuje a diskutuje v souvislosti s homosexualitou, diagnóza MKN ji umožňuje diagnostikovat i u heterosexuální nebo bisexuální orientace.
MKN připouští diagnózu egodystonické sexuální orientace pouze v případě, je-li pohlavní identita i sexuální preference nepochybná
V případě nejisté sexuální orientace nebo pohlavní identity a v případě standardní většinové orientace obvykle egodystonie diagnostikována nebývá. Nepřijeti vlastní sexuality a jejích projevů bývá v takových případech obvykle diagnostikováno jinak, například diagnózami MKN z kapitoly F52 (odpor k sexualitě, nedostatek sexuální touhy), případně jinými položkami z kapitoly F66 jako porucha sexuálního vyzrávání nebo porucha sexuálních vztahů. [zdroj?]
Egodystonní homosexualita je uvedena rovněž v čínské klasifikaci duševních poruch.

## Egodystonie parafilních erotických orientací
Odborné psychologické a sexuologické texty používají pojmy egodystonie a egosyntonie i ve vztahu k parafilním sexuálně-erotickým orientacím a sklonům, přičemž některé terapeutické přístupy záměrně usilují o vytváření egodystonního přístupu (včetně potlačování fantazií), zatímco jiné o vytvoření více či méně egosyntonního postoje (buď v podobě přijetí vlastních fantazií, nebo i ve snahách o socializaci vlastních sklonů, realizaci v mezích zákona atd.). Martin Hollý proti řazení parafilií do spektra obsedantně kompulzivních poruch postuluje tezi, že zatímco obsese a kompulze v rámci klasických forem OCD jsou egodystonní a nepříjemné, u parafilií jsou fantazie egosyntonní a jen jejich nelegálnost je může činit egodystonními. Předpokládá tedy, že erotické cítění je vždy z podstaty egosyntonní.

## Projevy
Základním projevem egodystonie sexuální orientace bývá touha po potlačení citů, vztahů a kontaktů odpovídajících této orientaci a snaha o city, vztahy a kontakty, které odpovídají egosyntonnímu přání dotyčného, tedy zpravidla převládající heterosexuální společenské konvenci. Projevy nežádoucí orientace ale přetrvávají a projevy žádoucí orientace se nedostavují nebo jsou příliš slabé, což je pak zdrojem zklamání a potíží.
U lidí s menšinovou orientací je mnohdy sexuální orientace egodystonní přechodně, jen v některé fázi coming outu. U některých lidí menšinová orientace zůstává dlouhodobě egodystonní, tito lidé dlouhodobě usilují o změnu nebo potlačení své orientace nebo považují za svůj celoživotní úkol s projevy své orientace bojovat, případně považují projevy své orientace za svůj defekt a selhání, a to leckdy i v případě, kdy reálně udržují či dopouštějí kontakty odpovídající této orientaci. Sexuologové se setkávají i s pokusy o řešení cestou změny pohlaví, přestože se nejedná o transsexualitu.
Důsledkem egodystonie sexuální orientace někdy bývá špatná nálada až deprese, horší soustředění, poruchy spánku a poruchy příjmu potravy, vyšší riziko sebevražd a sebevražedných tužeb, sklonů či pokusů. Jsou i jedinci, kteří egodystonii své sexuální orientace celoživotně zvládají bez klinicky významných potíží nebo bez závažného narušení společenského fungování.
Podobné projevy a následky jako egodystonie vlastní sexuality může mít i společenský tlak a nepřijetí vůči jedinci, který se se svou menšinovou orientací ztotožňuje (tj. jehož orientace je egosyntonní), egodystonie v některých případech může tento tlak a jeho následky snižovat.[zdroj?]

## Příčiny
Egodystonie sexuální orientace zpravidla vzniká jako projev konformity jedince s převažujícími společenskými normami a očekáváními a jako obranný psychický mechanismus ke snížení společenského tlaku a jeho následků. Nejvíc potíží s přijetím své homosexuální orientace mají jedinci ve velmi restriktivních společnostech s vysokým stupněm homofobie. Dalšími faktory jsou touha po dětech a rodinném životě spojovaném obvykle s heterosexualitou, negativní postoje nebo předsudky vůči sexuální orientaci, nedostatek informací, dovedností a vzorů potřebných k vytvoření pozitivního sebeobrazu a zdravých mezilidských vztahů či neschopnost integrovat se do společnosti.